# Dioscorea kamoonensis
Dioscorea kamoonensis là một loài thực vật có hoa trong họ Dioscoreaceae. Loài này được Kunth mô tả khoa học đầu tiên năm 1850.